# Бабенки (Харьковская область)
Бабе́нки (укр. Бабенки) — село, Крысинский сельский совет,
Богодуховский район, Харьковская область.
Код КОАТУУ — 6320885002. Население по переписи 2001 г. составляет 75 (33/42 м/ж) человек.

## Географическое положение
Село Бабенки находится в 1-м км южнее села Крысино. Рядом протекает ручей, который через 1 км впадает в реку Крысинка. На ручье сделана запруда. На расстоянии 0,5 км находится железнодорожная станция Сухины.

## История
1824 — дата основания.